# Castelgomberto
Castelgomberto är en ort och kommun i provinsen Vicenza i regionen Veneto i Italien. Kommunen hade 6 198 invånare (2018).